# Die Anstalt/Episodenliste
Diese Episodenliste enthält alle Episoden der politischen Kabarettsendung Die Anstalt sowie die beteiligten Gäste, Themen und den eigenen Faktencheck-PDF-Datei-Link.

## Episodenliste
| Episode    | Erstausstrahlung   | Leitmotiv                                                                  | Themen und Faktencheck | Gäste | Dauer in Minuten |
| ---------- | ------------------ | -------------------------------------------------------------------------- | --- | --- | ---------------- |
| 01         | 04. Februar 2014   | Revolution                                                                 | 18. Deutscher Bundestag, Wirtschaftslobbyismus, Münchner Sicherheitskonferenz 2014, Deutsche Bank, Asylanträge, Fernsehprogramm, Perspektiven von Depressionen, Aussterben der Gespräche und menschlicher Aktivitäten durch die Technik, Homophobie | Simone Solga, Nico Semsrott, Matthias Egersdörfer                                                                                                 | 51               |
| 02         | 11. März 2014      | Rente und Ukraine-Krise                                                    | Ukraine-Krise, Rentenpaket, Private Altersvorsorge, Betriebliche Altersvorsorge, Deutsche Rentenversicherung, Das Alter, Rentenreform, Lage der Politik, Stress im Alltag | Norbert Blüm, Jochen Busse, Christoph Sieber, Timo Wopp                                                                                           | 51               |
| 03         | 29. April 2014     | Europäische Union                                                          | Ukraine-Krise, NATO, Einseitige Berichterstattung, EU-Wahl und -Wahlprogramm, Französische Politik, Feindbilder, EU-Politik, Gurkenverordnung, Griechenland-Krise, Wahrnehmung von Moslems in Deutschland, Krieg und Frieden | Alfons, Abdelkarim, Konstantin Wecker | 49               |
| 04         | 27. Mai 2014       | Fußball-Weltmeisterschaft                                                  | Fußball-Weltmeisterschaft 2014, FIFA-Korruption, Edward Snowden, EU-Wahlergebnis, Ukraine-Krise, Gelassenheit, Vertrauen, Gut und Böse, Uli Hoeneß, FC Bayern München, Fußball-Weltmeisterschaft 2018, Arbeitsbedingungen bei Adidas | Monika Gruber, Mathias Tretter, Philip Simon | 49               |
| 05         | 23. September 2014 | Erster Weltkrieg                                                           | Deutscher Rüstungsexport, NATO, Medienmanipulation, Militärisches Eingreifen, NSU-Prozess, Flughafenkontrolle, Ukraine-Krise, Willkommenskultur, Pazifismus | John Doyle, Simone Solga, Tobias Mann | 53               |
| 06         | 28. Oktober 2014   | Steuern                                                                    | Steuergerechtigkeit, Steueroasen, Steuerflucht, Steuerumgehung der Großkonzerne, Transatlantisches Freihandelsabkommen, Operation Eikonal, Das Ende der Solidarität, Bundeswehr, Finanzprodukte | Michael Mittermeier, HG. Butzko, Chin Meyer | 52               |
| 07         | 18. November 2014  | Flüchtlinge                                                                | Mauerfall, EU-Einwanderungspolitik, Das duale Prinzip, fehlende und falsche (Migranten-)Förderung, Das Böse des Monats, Wutbürger, Kommerzialisierung, Neonazis, Mare Nostrum/Triton, Geldanlage bei Banken, Arabischer Frühling und Vertriebene | Jürgen Becker, Marc-Uwe Kling, Nessi Tausendschön, Flüchtlingschor „Zuflucht“                                                                     | 54               |
| 08         | 09. Dezember 2014  | Weihnachtsfeier und Jahresrückblick                                        | Jahresrückblick für 2014, Wirtschaftsweise, PEGIDA, Tank & Rast/Sanifair, Ukraine-Krise, Politik in Thüringen, Demokratie-AID, Abrechnung mit Politikern, Moby-Dick bezogen auf die heutige Zeit, Kapitalismus | Christian Ehring, Matthias Egersdörfer, Rainald Grebe, Kraftklub                                                                                  | 56               |
| 09         | 03. Februar 2015   | Religion                                                                   | Anschlag auf Charlie Hebdo, Islamfeindlicher Journalismus, Aufforderung zur Gewalt in der Bibel und im Koran, PEGIDA, Meinungs-Mathematik, Drohnen, Freiheit, Der Islam und Deutschland, Willkommenskultur, Patriotismus, Griechenland, Sorgen der deutschen Bevölkerung | René Sydow, Abdelkarim, Simone Solga | 51               |
| 10         | 31. März 2015 1    | Griechenland                                                               | Griechische Staatsschuldenkrise (auch aus türkischer Sicht), Troika, Medienpolitik gegen Griechenland, Reparationszahlungen wegen NS-Vergangenheit, Automatisierungstechnik, Die Ikone der schwäbischen Hausfrau, Theorie der EU-Politik, Wahl von Verstorbenen zu Politikern, Aufrüstung in der Krise | Klaus Eckel, Arnulf Rating, Serdar Somuncu, Argyris Sfountouris                                                                                   | 50               |
| 11         | 28. April 2015     | Feminismus                                                                 | Geschlechterrollen, Postnatale Zustände, Flüchtlingspolitik, Sexismus, Konflikt der Frau zwischen Familie und Beruf, Weibliche Werte an der Börse, Frauen in Führungspositionen, Entsolidarisierung, Lebenslauf von Mann und Frau | Lisa Politt, Christoph Sieber, Carolin Kebekus | 55               |
| 12         | 26. Mai 2015       | Spionage                                                                   | BND-Skandal, Bundesnachrichtendienst, Bundesamt für Verfassungsschutz, MAD, Demokratie, Parlamentarisches Kontrollgremium, Vorratsdatenspeicherung, Selbstverdatung, Terrorprävention, Glaubwürdigkeit, Freiheitsschutz, Verantwortung, Lügen von Journalisten, Feinde der Demokratie, Einschränkung des Briefgeheimnisses | Christine Prayon, Frank Lüdecke, Tobias Mann | 53               |
| 13         | 22. September 2015 | Fluchtursachen                                                             | Asylpolitik der Europäischen Union, Europäische Solidarität, Bundesregierungs-„Neusprech“ auf der Bundespressekonferenz, Bürgerkrieg in Syrien, Integration, Kosovokrieg, Luxemburg-Leaks/Steuerflucht, Migration (Emigration/Immigration), Soziale Ungleichheit, Welthandel, Willkommenskultur, Wirtschaftspartnerschaftsabkommen/Freihandel | Michael Altinger, Anny Hartmann, Timo Wopp | 54               |
| 14         | 20. Oktober 2015   | Konflikte im Nahen und Mittleren Osten                                     | Fluchtursachen, Kriege in Syrien, Libyen und Irak, Gegenthese des MIT zur UN-Untersuchung zum Einsatz chemischer Waffen in Ghuta, Bayerische Flüchtlingspolitik, US-Außenpolitik, Moderate Rebellen, „Wirtschaftsflüchtlinge“, Belastungsgrenzen („Das Boot ist voll“), Bündnis 90/Die Grünen, Freiwillige Helfer, Medienberichterstattung, Empathie, Fremde und eigene Bedürfnisse, Asylrechtsverschärfung, Soziale Medien, Ängste, Das Fremde, Quantenquarks | Luise Kinseher, HG. Butzko, Hennes Bender | 50               |
| 15         | 17. November 2015  | Rechtsextremismus                                                          | Terroranschläge in Paris, Rechter Terror, Überwindung von Hass durch Toleranz für alle Religionen, Integration von Neonazis, NSU, Rassismus bei der Polizei, Dummheit, Vergleich von linker und rechter Gewalt, Opfer rechter Gewalt, Verstrickung von Verfassungsschutz und NSU, Holocaust | Till Reiners, Alfons, Kutlu Yurtseven, Esther Bejarano & Joram Bejarano                                                                           | 51               |
| 16         | 08. Dezember 2015  | Weihnachtsfeier und Terrorismus                                            | Weihnachtsansprache, Integration von radikalen Moslems und Neonazis, Terrorgefahr, Xenophobie, Konsum, Wachstum, Weihnachtliche Bräuche, Glaube, Geschenketipps für ein nationales Weihnachtsfest in der „Unkulturzeit“ auf „National-TV“, PR-Kampagne für Saudi-Arabien, Militärisches Eingreifen in Syrien, Bundespressekonferenz zu Weihnachten | Tina Teubner, Stefan Waghubinger, Philipp Weber, Die Toten Hosen                                                                                  | 63               |
| 17         | 23. Februar 2016   | Sexismus und Fremdenfeindlichkeit                                          | Stimmung vor und nach den Vorfällen der Silvesternacht in Köln, Diskussion über Frauenrechte im „christlichen Abendland“ auf dem „Ilmtaler Feministenstammtisch“, Frieden durch deutsche Bürokratie, Ängste, Stimmung gegen Flüchtlinge im Osten, Selbstüberschätzung durch zu viel Lob, Das Leben als Wettbewerb, Sieger, Waffenlieferungen an Saudi-Arabien, Nazi-Postings, Auslegung des Pressekodex, Deutsches Sexualstrafrecht, Der Zufall des Lebensstandards, Vorfall in Clausnitz, Die Rolle der Türkei in der EU, Syrien-Krieg, „Heilung“ von Empathie für die Flüchtlinge zum Wohl des Landes durch CSU und AfD Faktencheck (PDF) | Thomas Reis, Michael Mittermeier, Nessi Tausendschön                                                                                              | 53               |
| 18         | 05. April 2016 2   | Armut und Reichtum                                                         | Umverteilung, Statistiken über das Vermögen in Deutschland, Mittelschicht, Schere zwischen Arm und Reich, Steuerreformen, fehlende Besteuerung der Reichen durch die Parteien, fehlende Vermögenssteuer, Soziale Ungleichheit, Stiftungen als Steuersparmodell, EU-Türkei-Abkommen, Frauenbild nach der Aufklärung, Einstellungen zu Migranten nach den Silvestervorfällen in Köln, Munitionshandel und Waffenproduktion Faktencheck (PDF) | Lisa Fitz, Nils Heinrich, Abdelkarim | 49               |
| 19         | 26. April 2016     | Rechtspopulismus                                                           | Bundespressekonferenz zum Fall Böhmermann, Deutsche Leitkultur, AfD, Rechtes Kabarett, fehlende Beobachtung der AfD vom Bundesamt für Verfassungsschutz, „Entmenschlichung“ durch Sprache, subjektive Wahrheit, Gründe für das Wahlverhalten bei den „kleinen Leuten“, Gründe für Fremdenfeindlichkeit Faktencheck (PDF) | Hazel Brugger, Alfred Dorfer, Arnulf Rating | 47               |
| 20         | 24. Mai 2016       | Transatlantisches Freihandelsabkommen                                      | Lobbyismus, TTIP-Verhandlungen, Einschränkungen des Verbraucherschutzes und der Arbeitnehmerrechte, Schiedsgerichte, (Handels-)Grenzen, Vorurteile, Alltagsprobleme von Migranten, CETA Faktencheck (PDF) | Christine Prayon, Masud Akbarzadeh, Chin Meyer | 50               |
| 21         | 06. September 2016 | Europäische Union                                                          | Troika in Spanien, Griechenland und Portugal, Brexit, Volksabstimmungen, EU-Türkei-Deal, EU-Beitrittsverhandlungen mit der Türkei, Visafreiheit für die Türkei, Spanier und Griechen auf dem deutschen Arbeitsmarkt, Flüchtlingskrise in Europa ab 2015, fehlende Solidarität, Rechtspopulismus, AfD-Logik, Statistiken gegen Terrorangst, Demokratie-Defizit in der EU, EU-Organe, Putschversuch in der Türkei 2016, Integrationspolitik, Bundeswehr und Marine, Europäischer Gerichtshof, mögliche Verbesserung der EU Faktencheck (PDF) | Fatih Çevikkollu, Lisa Politt, Nico Semsrott | 50               |
| 22         | 04. Oktober 2016   | Deutsche Innen- und Außenpolitik                                           | Aktuelle Lage in Syrien, Wiener Flüchtlingsgipfel, Terrorängste, SPD, Parteienspektrum, Wahrnehmung der türkischen Bevölkerung seit der Flüchtlingskrise, Kritik der CSU an Merkels Willkommenskultur, „Versteckte Glatzen“ bei der AfD, Affekte beim Thema Terror Faktencheck (PDF) | Özcan Coşar, Thilo Seibel, Das Geld liegt auf der Fensterbank, Marie                                                                              | 53               |
| 23         | 01. November 2016  | Syrienkonflikt und Völkerrecht                                             | Völkerrecht, Waffenlieferungen an syrische Rebellen, Gewaltverbot in der UN-Charta der Vereinten Nationen und ihre Ausnahmen, Bundeswehr-Einsatz in Syrien, falsche Darstellung Sachsens in den Medien, Rechte Gewalt in Sachsen, fehlende Strafbarkeit von Durchführungen eines Angriffskrieges, Luftangriff bei Kundus, Die Rolle Russlands im syrischen Bürgerkrieg, Rolle der CIA, „Regeln machen die Großen“, Militärintervention im Jemen seit 2015, (fehlender) Pazifismus bei den Grünen, Russische und amerikanische Verbrechen, Erinnerung an die Nürnberger Prozesse, Präsidentschaftswahl in den Vereinigten Staaten 2016: Hillary Clinton als Kriegstreiberin (u. a. ethnische Säuberungen im Kosovo, Hillary Clinton in Bosnien, Zustimmung Clintons zum Irakkrieg und der Libyen-Krieg, Zustimmung Clintons für eine Flugverbotszone über Syrien), Sexvorwürfe gegen Donald Trump Faktencheck (PDF) | Simone Solga, Matthias Egersdörfer, Frank Lüdecke                                                                                                 | 55               |
| 24         | 06. Dezember 2016  | Bundestagswahl 2017                                                        | Wahlberichterstattung zur Bundestagswahl 2017 mit fiktivem Wahlerfolg der AfD, Wahlergebnis aus Sicht der CSU, Elefantenrunde, Zweckoptimismus von Politikern, Wahlkampfstrategien, Erstarken populistischer/rechtspopulistischer Tendenzen, Gründe für Donald Trumps Wahlerfolg zum US-Präsidenten, wachsende Ungleichheit bei der Wohlstandsverteilung, zunehmende Wahrnehmung von Politikern als unehrlich, Wahlverhalten der „Abgehängten“, Kompetenzen der einzelnen Parteien, fehlendes Wahlrecht einiger Ausländergruppen in Deutschland Faktencheck (PDF) | Antonia von Romatowski, Alfred Dorfer, Uta Köbernick, Michael Altinger, Mely Kiyak                                                                | 62               |
| 25         | 07. Februar 2017   | Fake News und Donald Trump                                                 | Medienhysterie um Donald Trump, Fake News, Wahlbeeinflussungen durch die USA und Russland, Notwendigkeit von Feminismus, Aufklärung in der heutigen Zeit, Bundestagswahl 2017 und Martin Schulz, „Melting pot Bayern“ Faktencheck (PDF) | Sarah Bosetti, Sebastian Pufpaff, Christian Springer, Stefan Hanitzsch (Animation)                                                                | 52               |
| 26         | 07. März 2017      | Automobilindustrie                                                         | Dienstwagenprivileg, Abgasskandal, Überschreitung der Grenzwerte für Stickoxide, verlagerter Ressourcenverbrauch bei Elektroautos, Greenwashing als PR-Strategie der Automobilindustrie, Behördenversagen im Abgasskandal, widerrechtliche Einsetzung von Abschalteinrichtungen, stark von der Realität abweichende Fahrzyklen, angemessene Benzinpreise unter Einberechnung von Umweltschäden, Vorteile von Reichtum, Veganismus, Politik in der Türkei, moralische Abrechnung mit Verantwortlichen der Automobilindustrie, Tempolimit zur Vermeidung von Verkehrsunfällen Faktencheck (PDF) | Caroline Ebner, Rolf Miller, Till Reiners, Thomas Gsella                                                                                          | 54               |
| 27         | 04. April 2017     | Demokratie                                                                 | Demokratie in Gefahr durch Populismus, Kritik an der parlamentarischen Demokratie, Chancen durch Volksabstimmungen, Hype um Martin Schulz, Politik in der Türkei, „Nafris“, Integration, Privatisierung der deutschen Autobahnen mittels öffentlich-privater Partnerschaften, Lobbyismus bei den Energieeffizienzlabels für PKWs mit der Folge, dass schwere PKW bevorzugt werden, Gesprächskultur im Internet (Hass), Aushöhlung der gesetzlichen Rentenversicherung in Deutschland, private Altersvorsorge (Riester-Rente, Betriebliche Altersversorgung, vorgeschlagener Entwurf des Betriebsrentenstärkungsgesetzes), Vergleich mit dem Rentensystem in Österreich Faktencheck (PDF) | Hazel Brugger, Thomas Maurer, Abdelkarim | 56               |
| 28         | 16. Mai 2017       | Arbeit                                                                     | Leiharbeit und deren Regelung durch den Europäischen Gerichtshof, Soziale Unsicherheit durch atypische Beschäftigungsverhältnisse, Werkverträge, Druck auf Normalarbeiter, Unsozialheit der SPD, Schulz-Effekt, Schlupflöcher im Gesetz zur Leiharbeit, Aushebelung der Gleichbehandlung von Stammbelegschaft und Leiharbeitern, Grundeinkommen, Rolle der Gewerkschaften angesichts gesunkener Reallöhne in Deutschland, Lohndumping in Europa durch deutsche Konzerne, Gefährdung globaler Wirtschaftskreisläufe durch deutschen Handelsüberschuss Faktencheck (PDF) | Anny Hartmann, Arnulf Rating, Philipp Weber | 52               |
| 29         | 19. September 2017 | Wahlprogramme 2017                                                         | Die Wahlprogramme der Parteien unter literarischen Gesichtspunkten, pauschale Wahlmöglichkeit bietet wenig politische Beteiligung, Wählertypen (Stammwähler, Nichtwähler, Spontanwähler, rationale Zweckwähler), Wahlprogramme/-versprechen oder retrospektive Bewertung geleisteter politischer Arbeit als Entscheidungsgrundlage, Parlamentszusammensetzung repräsentiert nicht den Bevölkerungsdurchschnitt, Bürgerbeteiligung, politische Lethargie Faktencheck (PDF) | Sarah Bosetti, Jess Jochimsen, Frank Lüdecke | 53               |
| 30         | 17. Oktober 2017   | Rechtsruck mit der Bundestagswahl 2017 und Abrechnung mit den „Vorgängern“ | Einzug der AfD in den deutschen Bundestag, Bundestagsabgeordnete mit ehemaliger NSDAP-Mitgliedschaft, mediale Aufmerksamkeit für die AfD, Unterschiede zwischen und Gemeinsamkeiten von Populismus und Kabarett, Heimat als Rückzug in Zeiten der Globalisierung, politische Unzufriedenheit führt oft nicht zu Verbesserungen, sondern fördert extremistische Tendenzen, Schere zwischen Arm und Reich, Gründe für das Erstarken rechtspopulistischer Tendenzen, in Würde altern, soziale Gerechtigkeit als schwieriges Wahlkampfthema Faktencheck (PDF) | Urban Priol, Frank-Markus Barwasser, Georg Schramm, Jochen Malmsheimer                                                                            | 69               |
| 31         | 07. November 2017  | Neoliberalismus                                                            | Jamaika-Koalition bzw. die Jamaika-Sondierungsgespräche 2017 zur Bildung einer neuen Bundesregierung nach der Bundestagswahl 2017, Steuervermeidung von Großkonzernen/Familienunternehmen (Stiftung Familienunternehmen), Lobbyismus und Steuern (Vermögensteuer, Erbschaftsteuer), Neoliberalisierung bzw. Erringung einer neoliberalen Hegemonie in der Politik durch Mitglieder der Mont Pèlerin Society (bzw. Vertretern der Österreichischen Schule der Nationalökonomie/Wirtschaftspolitik), Die Kohle der Löwen (Carsten Maschmeyer) Faktencheck (PDF) | Sonja Kling, Nils Heinrich, Michael Altinger | 47               |
| 32         | 05. Dezember 2017  | Pflegenotstand                                                             | Altenpflege-Situation in Deutschland, Profitmaximierung im System der Pflegeversicherungen, Demografischer Wandel, Häusliche Pflege, Aushöhlung des gesetzlichen Mindestlohns durch Scheinselbständigkeit, „Me-too“-Debatte um sexuelle Belästigung, Austerität in der Sozialpolitik und dadurch Unterfinanzierung des Gesundheitswesens und der Altenpflege in Deutschland, erzwungene Selbstausbeutung der in der Pflege Beschäftigten, durch Sozialabbau verursachte „soziale Kälte“ im Gesundheits- und Pflegewesen Faktencheck (PDF) | Carolin Kebekus, Ohne Rolf, Dave Davis, Henning Venske, Sabrina Maar                                                                              | 62               |
| 33         | 27. Februar 2018   | Klimawandel                                                                | Lesch Schadensbericht, Übereinkommen von Paris, Martin Schulz und die Abstimmung der SPD zur 4. Großen Koalition, Folgen der globalen Erwärmung, Emissionshandel, Globalisierung, Freihandel und Konsequenzen Faktencheck (PDF) | Anny Hartmann, Hennes Bender, Alfons, Harald Lesch                                                                                                | 52               |
| 34         | 27. März 2018      | Waffenexporte                                                              | Deutscher Rüstungsexport, Förderkreis Deutsches Heer, Leopard 2, Hermesdeckungen, Fluchtursachen, Rheinmetall 120-mm-Glattrohrkanone, Türkische Militäroffensive auf Afrin, Freilassung und Anklageerhebung gegen Deniz Yücel, Heckler & Koch, Diehl Stiftung und Krauss-Maffei Wegmann Faktencheck (PDF) | Lisa Eckhart, Ulan & Bator, Till Reiners, Jürgen Grässlin                                                                                         | 52               |
| 35         | 24. April 2018     | Hartz IV                                                                   | Bertelsmann Stiftung, Kritik an den offiziellen Zahlen der Arbeitslosenstatistik, Existenzsicherung, Mindestlohn, Hartz-Konzeption durch Bertelsmann Faktencheck (PDF) | Katie Freudenschuss, Timo Wopp, HG. Butzko | 58               |
| 36         | 22. Mai 2018       | Medien                                                                     | Rundfunkbeitrag, öffentlich-rechtlicher und privater Rundfunk, mangelnde Medienvielfalt durch Medienkonzerne Faktencheck (PDF), Faktencheck-Ergänzung (PDF) | Hazel Brugger, Horst Evers, Chin Meyer | 49               |
| 37         | 25. September 2018 | Angst durch Zuwanderung                                                    | Horst Seehofer, BAMF-Skandal, Schengen-Grenzen Faktencheck (PDF) | Carolin Kebekus, Fatih Çevikkollu, Liza Kos, Dota                                                                                                 | 48               |
| 38         | 23. Oktober 2018   | Immobilienmarkt                                                            | Gentrifizierung, Mietpreisbremse, Patrizia AG, Mietspiegel Faktencheck (PDF) | Christine Prayon, Moritz Neumeier, Klaus Eckel | 50               |
| 39         | 20. November 2018  | Novemberrevolution                                                         | Rücktritt Angela Merkel, Kanzler-Nachfolge, CDU, SPD, Friedrich Merz’ Funktion beim deutschen Ableger des Hedgefonds BlackRock Faktencheck (PDF) | Caroline Ebner, Stefan Waghubinger, Frank Lüdecke                                                                                                 | 49               |
| 40 3       | 18. Dezember 2018  | Ernährung des Menschen                                                     | Vegetarismus, Schweineproduktion, Tierwohllabel, Lebensmittelindustrie, Systeme der Legehennenhaltung, Nitratrichtlinie, Ferkelkastration, Johannes Röring, Milchproduktion, Kostenwahrheit Faktencheck (PDF) | Frank-Markus Barwasser, Luise Kinseher, Özcan Coşar, Arnulf Rating, Simon & Jan, Ali Güngörmüş                                                    | 55               |
| 41         | 29. Januar 2019    | Deutsche Bahn                                                              | Deutsche Bahn, Ergebnisse der Bahnreform, Massiver Anstieg der Vorstandsgehälter trotz Verfehlung wesentlicher Ziele der Reform, Komplexe Konzernstruktur mit zahlreichen internationalen Tochtergesellschaften, Investitionen in internationale Beteiligungen statt in die deutsche Eisenbahninfrastruktur, Stuttgart 21, Protest gegen Stuttgart 21, weitere teure Tunnelprojekte (Zweite S-Bahn Stammstrecke München, Fernbahntunnel Frankfurt am Main) Faktencheck (PDF) | Matthias Egersdörfer, Benaissa Lamroubal, Uta Köbernick                                                                                           | 47               |
| 42         | 12. März 2019      | Dieselgate                                                                 | Einfluss der Automobilindustrie auf die Verkehrspolitik, Framing zugunsten des Dieselmotors, Deutsche Umwelthilfe, Tempolimit auf Autobahnen, Dieselfahrverbot, Fridays for Future, Klimaschutz, Verbindungen führender Dieselbefürworter und Grenzwertkritiker zur Automobilindustrie, fehlende wissenschaftliche Grundlage für die Anzweifelung der Stickoxidgrenzwerte und unkritische Übernahme dieser Argumente in der Berichterstattung, zweifelhafte Vorteile des Dieselmotors gegenüber dem Benzinmotor Faktencheck (PDF) | Philipp Weber, Tahnee, Martin Zingsheim | 54               |
| 43         | 09. April 2019     | Energiewende                                                               | Greta Thunberg, Fridays for Future, Kohleausstieg, Entschädigung für Stilllegung von Kohlekraftwerken, Zwei-Grad-Ziel, Erneuerbare Energien in Deutschland, Konsumverhalten, Mineralölunternehmen Faktencheck (PDF) | Nils Heinrich, Maike Kühl, Abdelkarim | 51               |
| 44         | 28. Mai 2019       | Europa                                                                     | Europawahl 2019, Europäische Union, Europäische Zentralbank, Group of Thirty, Vertrag von Maastricht Faktencheck (PDF) | Jess Jochimsen, Severin Groebner, Sarah Bosetti                                                                                                   | 54               |
| 45 3       | 16. Juli 2019      | Sommerfest der Demokratie                                                  | 70 Jahre Grundgesetz, Mietkürzungen argumentiert mit den Standardbegründungen von Mieterhöhungen, Anerkennung der Gemeinnützigkeit in Deutschland nach streitbaren Kriterien, Gleichstellung der Geschlechter, extreme Ansichten können durch soziale Medien weit verbreitet wirken, Wohlhabende haben größeren politischen Einfluss Faktencheck (PDF) | Frank-Markus Barwasser, Nessi Tausendschön, Till Reiners, Nektarios Vlachopoulos                                                                  | 50               |
| 46         | 01. Oktober 2019   | Klimaschutz                                                                | Klimagipfel: Das „United in Science“-Video zum Klimawandel, „Wir sind alle fürs Klima – jeder, wie er mag“, Die GRÜNEN werden’s schon richten, Das EEG – der Wanderpfad der Vernunft, Das EEG – Wer davon profitiert, In Memoriam Energiewende? u. a. Faktencheck (PDF) | Michael Altinger, Anny Hartmann, Timo Wopp | 52               |
| 47         | 05. November 2019  | Treuhandanstalt                                                            | Deutsche Wiedervereinigung, 30 Jahre Mauerfall, Privatisierungen durch die Treuhandanstalt Faktencheck (PDF) | Marion Bach, Hans-Günther Pölitz, Zärtlichkeiten mit Freunden                                                                                     | 50               |
| 48         | 10. Dezember 2019  | Klima                                                                      | Die Klima-Maut; Klima-Mathematik; Jesus, Greta und ich; Gott vor Gericht; „Das mit dem Mond“ Faktencheck (PDF) | Caroline Ebner, Matthias Brodowy, HG. Butzko, Sarah Lesch                                                                                         | 60               |
| 49 4       | 11. Februar 2020   | rechte Netzwerke                                                           | liberale Nazi-Unterstützung 1924, 1933, 1945–1953 und Wahl Thomas Kemmerichs zum thüringischen Ministerpräsidenten 2020, „Mit Rechten reden“ mit ,Björn Böcke‘, „Omas gegen Rechts“, rechte Influencerin, rechte Netzwerke, Verfassungsschutz und der Mordfall Walter Lübcke Faktencheck (PDF) | Till Reiners, Uta Köbernick, Sarah Hakenberg, Sonja Kling                                                                                         | 53               |
| 50 5       | 24. März 2020      | Coronavirus – Homeoffice Edition                                           | COVID-19-Pandemie, Videotelefonie, „Flatten the curve“, deutsches/italienisches Gesundheitssystem, Christian Drosten, Wolfgang Wodarg Faktencheck (PDF) | Fatih Çevikkollu, İdil Baydar, Maxi Schafroth, Sarah Bosetti, Abdelkarim, Carolin Kebekus, Rainald Grebe, Ohne Rolf, Marc-Uwe Kling, Till Reiners | 50               |
| 51 5       | 05. Mai 2020       | Krankenhauskonzerne                                                        | Privatkliniken, Krankenhausschließungen, Gesundheitsökonomie, Gesetzliche Krankenkassen-Fallpauschalen, Multiresistente Keime – Antibiotikaresistenzen, Bertelsmann Stiftung, Asklepios Kliniken GmbH, Fresenius, Helios Kliniken, Rhön-Klinikum AG Faktencheck (PDF) | Katie Freudenschuss, Moritz Neumeier, Das Geld liegt auf der Fensterbank, Marie, Alfons                                                           | 49               |
| 52 5       | 02. Juni 2020      | „Die Doku“                                                                 | Verschwörungstheorien über COVID-19, Corona-Kritiker, Covid-19-Maßnahmen, Umgang mit Daten und Quellen von Fakten, Bill- & Melinda-Gates-Stiftung, WHO, Coronavirus Global Response Faktencheck (PDF) | Tahnee, Horst Evers, Martin Zingsheim | 45               |
| 53 3, 5    | 14. Juli 2020      | Rassismus                                                                  | „Ich bin ein Rassist, holt mich hier raus!“ mit Struktureller Rassismus, Alltagsrassismus, Kolonialismus, Ikonoklasmus, Racial Profiling Faktencheck (PDF) | Till Reiners, Maike Kühl, Philip Simon, Kokutekeleza Musebeni, Simon Pearce                                                                       | 47               |
| 54 3, 5    | 29. September 2020 | Umgang westlicher Staaten mit Dissidenten                                  | Widersprüchliche Behandlung von Dissidenten/Whistleblowern von Rechtsstaaten abhängig davon, ob sich die Bloßstellungen gegen sich selbst richten, am Beispiel von Alexei Nawalny und insbesondere Julian Assange Faktencheck (PDF) | Anny Hartmann, Jan Philipp Zymny, Frank Lüdecke, Nils Heinrich                                                                                    | 42               |
| 55 3, 5    | 03. November 2020  | Die USAbwahl 2020                                                          | Präsidentschaftswahl in den Vereinigten Staaten, Gerrymandering (REDMAP), unzulässige Wahlbeeinflussung, Gleichberechtigung, geschlechtergerechte Sprache Faktencheck (PDF) | Christine Prayon, Sarah Bosetti, İdil Baydar, Lisa Politt                                                                                         | 44               |
| 56 3, 5    | 08. Dezember 2020  | Mensch, 2020!                                                              | DEGES und die Autobahn GmbH des Bundes, Pflegebonus, Systemrelevanz einiger Berufsgruppen, „Drosten vs. Streek“, Verhandlungen in der Bund-Länder-Konferenz und mangelnder Einfluss der Parlamente bei den Maßnahmen gegen die Covid-19-Pandemie, unzureichende Änderung des Infektionsschutzgesetzes, Cancel Culture und Morddrohungen gegen Personen des öffentlichen Lebens Faktencheck (PDF) | Suchtpotenzial, Ulan & Bator, İdil Baydar | 50               |
| 57 5       | 02. Februar 2021   | Covid-19 und das Impfen                                                    | Kritik an größerer Einschränkung des Privatlebens als der des Wirtschaftslebens, moralische Dilemmata bei der Seuchenbekämpfung, hohe Todesfallszahlen in Alten- und Pflegeheimen aufgrund langwieriger Prozessabstimmungen, gegenseitige Schuldzuweisungen der Behörden für Verzug der Einführung von SORMAS, gesellschaftlich Bessergestellte haben deutlich weniger Nachteile in der Corona-Krise, Open-House-Verfahren des Bundesgesundheitsministerium zur Beschaffung von Atemschutzmasken führte zu Überbeständen, öffentliche Finanzierung für pharmazeutische Entwicklung und bei Gewinnabschöpfung Patentzusprechung der Pharmakonzerne Faktencheck (PDF) | Maike Kühl, Severin Groebner | 46               |
| 58 5       | 16. März 2021      | Tarifautonomie, Impfstoffentwicklung                                       | Lohnstrukturen in Pflegediensten und Pflegeheimen, Tarifvertrag für den öffentlichen Dienst (TVöD), Bundesvereinigung Arbeitgeber in der Pflegebranche (BVAP), Welthandelsorganisation (WTO), TRIPS Waiver, Patentrechte in der Pharmabranche, Zwangslizenzen, COVAX Faktencheck (PDF) | Timo Wopp, Sonja Kling | 47               |
| 59 5       | 04. Mai 2021       | Affären der Union                                                          | Maskenaffäre, Verwandtenaffäre, Van-Laack-Affäre: Ohne Ausschreibung ließ Armin Laschet 2020 für 1,25 Millionen Stoffmasken für die Polizei von der Firma Van Laack bestellen, Aserbaidschan-Affäre, Wirtschafts-Lobbyismus organisiert etwa in Mittelstands- und Wirtschaftsunion, Parlamentskreis Mittelstand und Wirtschaftsrat der CDU, Lobbyismus-Affäre um Philipp Amthor, Verhinderung/Abschwächung schärferer Transparenzregeln und eines Lobbyregisters, Verwicklungen mit der Immobilienwirtschaft, Agrarlobby Faktencheck (PDF) | Judith Richter, Matthias Egersdörfer | 48               |
| 60 5       | 22. Juni 2021      | Lieferkettengesetz                                                         | Lohn für Kakaobauern in Afrika, Kakaoplantagen, Große Schokoladenkonzerne gegen kleine Schokoladenkonzerne, Handeln des CDU-Wirtschaftsrats und der Regierung, Analyse und Kritik am Lieferkettengesetz Faktencheck (PDF) | Caroline Ebner, Simon Pearce | 46               |
| 61 3, 5, 6 | 23. Juli 2021      | Bundestagswahl 2021                                                        | Umgang der Medien mit Annalena Baerbock, Vergleich der Wahlprogramme hinsichtlich der versprochenen Maßnahmen gegen die globale Erwärmung, Sahra Wagenknechts Kritik an den „Lifestyle-Linken“, Vergleich der Steuerkonzepte verschiedener Parteien und wem diese nützen, Klimawandel Faktencheck (PDF) | Antonia von Romatowski, Michael Altinger, Till Reiners                                                                                            | 44               |
| 62 3, 5    | 05. Oktober 2021   | Wahlanalyse zur Bundestagswahl 2021                                        | Sondierungsgespräche, Afghanistaneinsatz Faktencheck (PDF) | Maike Kühl, Uta Köbernick, Sulaiman Masomi, Antonia von Romatowski                                                                                | 47               |
| 63 5       | 02. November 2021  | Abholzung des Regenwaldes, Artensterben                                    | Artensterben und Reduktion der Biodiversität, viele Initiativen zur Eindämmung sind gescheitert, wirtschaftlicher Wert der weltweiten Bestäubungsleistung durch Insekten, Insektenschutzgesetz mit zahlreichen Ausnahmen zum Verbot von Insekten schädigenden Mitteln insbesondere Glyphosat, Rodung von südamerikanischem Regenwald für Sojaanbau und Viehzucht sowie Regenwald in Indonesien zur Palmölgewinnung, Palmöl als Beimischung für Biokraftstoffe in Europa Faktencheck (PDF) | Till Reiners, Sarah Bosetti | 46               |
| 64 5       | 07. Dezember 2021  | Maßnahmen zur Bekämpfung der Corona-Pandemie in Deutschland                | Widersprüche durch weniger scharfe Maßnahmen bei höherer Inzidenz in der vierten Welle als in vorherigen, Zusammenhang zwischen starker Verwurzelung der Anthroposophie und überdurchschnittlicher Impfskepsis in Baden-Württemberg, Homöopathie unterliegt nicht wissenschaftlichen Prüfstandards, Für und Wider Kinderimpfung, wissenschaftlich belegte Vorteile durch Impfung nicht ausreichend, um alle Teile der Bevölkerung zu erreichen Faktencheck (PDF) | Caroline Ebner, Das Geld liegt auf der Fensterbank, Marie                                                                                         | 47               |
| 65 5       | 01. Februar 2022   | Frontex                                                                    | Pushbacks, Situation an der Grenze Polen/Belarus, Seenotrettungen, Menschenrechtsverletzungen, Code of Conduct, Fundamental Rights Monitoring, New Pact on Migration and Asylum, Flüchtlingskrise 2015 Faktencheck (PDF) | Martin Zingsheim, Sonja Kling, Zuflucht Kultur e.V.                                                                                               | 48               |
| 66 5       | 08. März 2022      | Krieg in der Ukraine                                                       | Putin, NATO-Osterweiterung, Pazifismus, Waffenlieferungen Faktencheck (PDF) | Oleg Denisov, Lena Liebkind, Nikita Miller, Diana Maria Miller                                                                                    | 42               |
| 67 5       | 05. April 2022     | Krieg in der Ukraine                                                       | Wie konnte es dazu kommen? Faktencheck (PDF) | Julia Gámez Martin, Frank Lüdecke, Ulan & Bator                                                                                                   | 45               |
| 68         | 24. Mai 2022       | Klimawandel                                                                | Tesla Gigafactory, Erderwärmung, 1,5-Grad-Ziel, Photovoltaik, EEG-Umlage, Ölheizungen, Windkraftausbau, Grünes Wachstum Faktencheck (PDF) | Gisa Flake, Maike Kühl, Maxi Gstettenbauer | 48               |
| 69 3       | 19. Juli 2022      | Die Inflationsshow                                                         | Inflation, Vorantrieb des Kapitalismus durch die FDP, Übergewinnsteuer, Autolobby & E-Fuels, Oligopol der Mineralölkonzerne, Armut Faktencheck (PDF) | Sarah Bosetti, Judith Richter, Antonia von Romatowski, Frank Lüdecke                                                                              | 44               |
| 70         | 04. Oktober 2022   | Der Strommarkt                                                             | Blackout, Merit-Order, Strommarktliberalisierung, Stromnetzbetreiber, Reservestrom, Atomkraft Faktencheck (PDF) | Sonja Kling, Abdelkarim | 47               |
| 71         | 15. November 2022  | Die Iranstalt                                                              | Frau-Leben-Freiheit, Deutschland-Quiz: Iran-Deutschland, Iran-Atomabkommen; deutsche Außenpolitik seit 1914, inklusive Dschihad, Antizionismus, Radio Zeesen (Nazi-Propaganda auf Arabisch), Hans-Dietrich Genscher, Frank-Walter Steinmeier. Faktencheck (PDF) | Maike Kühl, Enissa Amani, Negah Amiri | 49               |
| 72         | 20. Dezember 2022  | Inklusion                                                                  | Faktencheck (PDF) | Barbara Ruscher, Kübra Sekin, Timo Wopp, Martin Fromme                                                                                            | 48               |
| 73         | 14. März 2023      | Die Anstalt ermittelt                                                      | Konflikt zwischen Aktionen zivilgesellschaftlicher Aktivisten und der Durchsetzung geltenden Rechts durch die Polizei am Beispiel Lützerath, struktureller Rassismus bei der Polizei, weitgefasstes Verständnis von Clan-Kriminalität bei der Polizei, unverhältnismäßiger Einsatz von Gewalt durch die Polizei: - verzerrte Statistik zu Gewalt gegen Polizisten vs. Opfer von Polizeigewalt - Identifizierung handelnder Polizisten in mehreren Bundesländern mangels Kennzeichnungspflicht für Polizisten kaum möglich - Beweismöglichkeiten sind häufig einschränkt: (rechtswidrige) Unterbindung von Videoaufnahmen im öffentlichem Raum und Polizisten entscheiden einseitig, was mit Bodycams gefilmt wird - „Konteranzeige“ wegen Widerstands gegen Vollstreckungsbeamte als übliche Reaktion auf Anzeige durch Opfer seit 2011 wird Gewalt gegen Polizisten härter bestraft als gegen Bürger, Kontrollbehörde für Beschwerden über die Polizei in anderen Ländern bereits eingeführt, Merz-Persiflage: Asylrecht. Faktencheck (PDF) | Nektarios Vlachopoulos, Sonja Kling, Samira El Ouassil                                                                                            | 45               |
| 74         | 25. April 2023     | E-Fuels oder doch eher „Ö-Fuels“?                                          | Verkehrsaufkommen, Bauvorhaben und Innovationen auf Deutschlands Straßen. Faktencheck (PDF) | Julia Gámez Martin, Judith Richter, Samira El Ouassil                                                                                             | 44               |
| 75         | 23. Mai 2023       | Der schnöde Mammon                                                         | Durch Firmengeflechte verschleierte Eigentumsverhältnisse der Luxusyacht des russischen Oligarchen Usmanov erschwerte Beschlagnahmung im Rahmen der Russland-Sanktionen; Widerspruch von Notwendigkeit von Steuern für das Staatswesen und Wahlversprechen von Steuersenkungen; Schlupflöcher im Grundbuchwesen erleichtern Verschleierung von Immobilieneigentumverhältnissen, Sanktionsdurchsetzungsgesetz verlangt Eintragung von Eigentümern erst ab einem Kapitalanteil von mehr als 25 % ins Transparenzregister, Lobbyverbände verhindern strengere Gesetzgebung gegen Geldwäsche; FIU mit Anzahl von Geldwäscheverdachtsfallmeldungen überfordert, Zuständigkeiten zwischen FIU, BaFin, GGL häufig unklar; BmWK griff stark auf Konzepte der Lobbyorganisation Agora Energiewende zurück, dem ehemaligen Arbeitgeber des bis dahin zuständigen Staatssekretärs Graichen. Faktencheck (PDF) | Maike Kühl, Sarah Bosetti, Moritz Neumeier | 48               |
| 76 3       | 11. Juli 2023      | Die (ganz normale) Anstalt                                                 | Energiewende, Wärmepumpen, Heizungsgesetz; rechte Parteien in Europa; Ernährung in Zeiten des Klimawandels; Selbstbestimmungsgesetz; Gendern und Anti-Gendern. Faktencheck (PDF) | Maike Kühl, Severin Groebner, Kübra Sekin, Mely Kiyak                                                                                             | 49               |
| 77         | 10. Oktober 2023   | Die AfD und das Klimageld                                                  | Landtagswahlen in Bayern und Hessen; Gefährdung der Demokratie durch die Alternative für Deutschland und ein mögliches Verbot selbiger; nicht ausreichende Abgrenzung von Friedrich Merz von der AfD; Verzögerungen in der Umsetzung des Klimagelds und inhaltliche Differenzen zwischen Robert Habeck und Christian Lindner. Faktencheck (PDF) | Judith Richter, Matthias Renger, Das Geld liegt auf der Fensterbank, Marie                                                                        | 49               |
| 78         | 14. November 2023  | Die Abschiebeanstalt                                                       | Ressentiments in der Bevölkerung erschweren Kommunen die Unterbringung von Flüchtlingen; unklare Verwaltungsprozesse und Zuständigkeiten bei Asylverfahren; Merz-Persiflage: Asylrecht; Scholz-Persiflage: restriktive Migrationspolitik steht im Widerspruch zur Fachkräfteanwerbung im Ausland. Faktencheck (PDF) | Maike Kühl, Ulan & Bator | 45               |
| 79         | 12. Dezember 2023  | Nahostkonflikt                                                             | Faktencheck (PDF) | Maike Kühl, Abdul Kader Chahin, Shahak Shapira, Martin Zingsheim                                                                                  | 49               |
| 80         | 13. Februar 2024   | 10 Jahre „Die Anstalt“                                                     | Faktencheck (PDF) | Sarah Bosetti, Matthias Renger, Oliver Welke | 49               |
| 81         | 12. März 2024      | Schuldenbremse voraus!                                                     | Faktencheck (PDF) | Caroline Ebner, Horst Evers | 47               |
| 82         | 7. Mai 2024        | Die Rente ist sicher (für Pensionäre)                                      | Faktencheck (PDF) | Maike Kühl, Abdelkarim, Bodo Wartke | 49               |
| 83 3       | 11. Juni 2024      | Naja zu Europa                                                             | Faktencheck (PDF) | Antonia von Romatowski, Malarina, Maxi Gstettenbauer                                                                                              | 47               |
| 84 3       | 16. Juli 2024      | Neues vom Klima                                                            | Faktencheck (PDF) | Julia Gámez Martin, Judith Richter, Nils Heinrich                                                                                                 | 46               |
| 85 3, 7    | 8. Oktober 2024    | Placebo-Ängste und gefühlte Wahrheiten                                     | Sahra Wagenknecht vertritt als Vorsitzende der auf sie zugeschnittenen Partei BSW Positionen, die stark im Gegensatz zu denen aus ihrer früheren Linken-Zugehörigkeit stehen und sich in Teilen mit denen der AfD decken, wie Ablehnung von Zuwanderung oder Befürwortung von Sanktionen von Bürgergeld-Empfängern; Der Begriff „irreguläre Migration“ ist irreführend, denn schutzsuchende Geflüchtete haben das Recht auf ein Asylverfahren; Zunehmendes subjektives Unsichersicherheitsgefühl in der Bevölkerung widerspricht der Kriminalitätsstatistik, nach der Straftaten insgesamt über die letzten 10 Jahre rückläufig sind; Gemeinsamkeiten und Unterschiede in den Positionen von CDU und BSW, BSW stellt Ablehnung von Stationierung US-amerikanischen Raketen in Deutschland als Bedingung für Koalition auf Landesebene im Osten; Polemische/falsche Aussagen von CDU-Politikern, wie dass das Haushaltseinkommen von Empfängern staatlicher Transferleistungen das von Erwerbstätigen übersteigen würde. Faktencheck (PDF)    | Katie Freudenschuss, Matthias Renger, Timo Wopp, Antonia von Romatowski                                                                           | 48               |
| 86 3       | 12. November 2024  | Freunde des Patriarchats                                                   | Satirischer Blick auf die „Herrschaft des Mannes“. Faktencheck (PDF) | Kübra Sekin, Malarina | 47               |
| 87 7       | 10. Dezember 2024  | SOKO Ampel                                                                 | Der Fall Deutschland: War die Ampel das Tatwerkzeug? Wer sind die Verdächtigen? Die Anstaltsermittler gehen auf satirische Spurensuche. Faktencheck (PDF) | Michael Altinger, Anna Schäfer | 46               |
| 88 3, 4    | 11. Februar 2025   | Testwahl                                                                   | Bundestagswahlkampf 2025: politische Mitte, warum sehr oft entgegen dem eigenen Wohl gewählt wird, Therapie Faktencheck (PDF) | Luisa Charlotte Schulz, Matthias Renger, Timo Wopp, Ecco Meineke                                                                                  | 50               |
| 89 3       | 11. März 2025      | Die Bürokratie Anstalt                                                     | Sie suchen gemeinsam das Monster in der Bürokratie. Faktencheck (PDF) | Friedemann Weise, Abdul Kader Chahin | 45               |
| 90 3       | 8. April 2025      | Die Aufrüstungsanstalt                                                     | Das Anstaltsteam geht an die satirische Front der aktuellen Kriegsdebatte. Auf- oder Abrüstung? Relaunch der Wehrpflicht? Faktencheck (PDF) | Eva Karl Faltermeier, Ninia LaGrande, Severin Groebner                                                                                            | 49               |
| 91 7       | 27. Mai 2025       | Die Plastik-Anstalt                                                        | Max Uthoff und Claus von Wagner werfen einen satirischen Blick auf das aktuelle Recyclingsystem. Ist es nachhaltig und zukunftssicher oder für die Tonne? Faktencheck (PDF) | Stefanie Sargnagel, Horst Evers, Bodo Wartke | 49               |
| 92         | 15. Juli 2025      | Die gute Anstalt                                                           | Überall nur Katastrophen-Meldungen? Nicht mit der Anstalt. Maike Kühl, Claus von Wagner und Max Uthoff berichten von den schönen Seiten in unserer Gesellschaft und alles wird gut. Faktencheck (PDF) | Julia Gámez Martin, Simon Pearce | 50               |

## Gäste
In der folgenden Tabelle sind alle Gäste aufgeführt, die mehr als einmal in der Sendung aufgetreten sind (Stand 15. Juli 2025):
| Anzahl an Auftritten | Gäste |
| -------------------- | --- |
| 11                   | Maike Kühl |
| 9                    | Sarah Bosetti, Till Reiners |
| 8                    | Timo Wopp, Abdelkarim |
| 7                    | Sonja Kling, Frank Lüdecke, Antonia von Romatowski |
| 6                    | Michael Altinger, Caroline Ebner, Judith Richter, Nils Heinrich, Julia Gámez Martin |
| 5                    | Anny Hartmann, Matthias Egersdörfer |
| 4                    | Arnulf Rating, Simone Solga, HG. Butzko, Carolin Kebekus, Alfons, Christine Prayon, Uta Köbernick, Das Geld liegt auf der Fensterbank, Marie, Ulan & Bator, Martin Zingsheim, Kübra Sekin, Matthias Renger, Severin Groebner, Horst Evers                                                                                              |
| 3                    | Chin Meyer, Frank-Markus Barwasser, Hazel Brugger, Nessi Tausendschön, Philipp Weber, Fatih Çevikkollu, Lisa Politt, İdil Baydar, Moritz Neumeier, Katie Freudenschuss, Malarina, Simon Pearce |
| 2                    | Alfred Dorfer, Christoph Sieber, Hennes Bender, Jess Jochimsen, Klaus Eckel, Luise Kinseher, Michael Mittermeier, Nico Semsrott, Özcan Coşar, Stefan Waghubinger, Tobias Mann, Ohne Rolf, Rainald Grebe, Tahnee, Philip Simon, Sulaiman Masomi, Nektarios Vlachopoulos, Samira El Ouassil, Mely Kiyak, Maxi Gstettenbauer, Bodo Wartke |

Anmerkungen:
1. ↑  Nur Auftritte vor dem 11. Juni 2024. Seitdem gehört Maike Kühl zur Stammbesetzung.
2. ↑  Einmal als Teil des Künstlerduos Suchtpotenzial